# Mastopathie
Mastopathie (Grieks: aandoening van de borsten), is de verzamelnaam voor goedaardige knobbels, onregelmatigheden en pijn in de borsten.
De meest voorkomende vorm van mastopathie bestaat uit een nog onbegrepen verandering in de structuur van het bindweefsel en/of klierweefsel van de borsten waardoor voelbare verhardingen en knobbels ontstaan. Vaak, maar niet altijd, gepaard gaand met (ernstige) pijn (mastodynie of mastalgie). De pijn kan ook zonder knobbels optreden. In sommige gevallen ontstaan tijdens de menstruatie cysten (blaasjes met vocht) in de borst, ook bekend als de ziekte van Reclus. Na de menstruatie verdwijnen deze cysten meestal weer. Soms kunnen ze echter leiden tot vervelende ontstekingen.
De structuurveranderingen maken het extra lastig om door palperen (voelend onderzoeken) of mammogram (röntgenfoto v.d. borst) de afwijkingen in de borst te beoordelen op goed- dan wel kwaadaardigheid. Soms geeft een echogram meer informatie maar lang niet altijd. Bij twijfel kan worden overgegaan tot meer invasieve onderzoeksmethoden zoals biopt of punctie. 
Mastopathie kan het dagelijks functioneren ernstig hinderen waarbij vooral de pijn zeer belastend is en bovendien slecht te behandelen. Klachten kunnen optreden tijdens, voor en na de menstruatie, soms zelfs gedurende de halve cyclus. Daarbuiten kan ook in periodes van emotionele spanning of overwerktheid het verschijnsel de kop opsteken. Bij de meeste mensen verdwijnen de klachten na de menopauze (overgang) maar sommigen blijven er ook nadien last van houden. 
Behalve door de pijn - het mammogram of borstfoto is een beruchte bezoeking voor vrouwen met mastopathie vanwege de toch al extreme gevoeligheid van de borsten - is de aandoening zeer belastend door de steeds terugkerende angst voor kwaadaardigheid van de knobbels. Toch komt borstkanker onder deze groep niet vaker voor dan onder niet-lijders.